# Sbarra (araldica)

Sbarra

Sbarra è un termine utilizzato in araldica per indicare la pezza onorevole che scende, nello scudo, da sinistra, diagonalmente, a destra.
La sbarra è una pezza onorevole (di primo ordine) che ha un andamento diagonale, per chi guarda, dall'angolo superiore destro all'angolo inferiore sinistro; occupa un terzo dell'ampiezza dello scudo ed è delimitata da due linee diagonali parallele.
Probabilmente deriva dalla tracolla a cui era appeso lo scudo. In Italia divenne distintivo dei Ghibellini.
Non deve essere confusa con la banda, che discende diagonalmente da destra a sinistra.

## Proporzioni
- Nell'araldica italiana è larga un terzo dell'ampiezza dello scudo;
- Nell'araldica francese è larga 2 moduli (2/7 della larghezza dello scudo).

## Riduzioni della sbarra
La sbarra diminuita e spesso scorciata è detta controbastone ed è frequentemente usata come brisura di bastardigia.

## Varianti
La sbarra è detta troncata quando è divisa a metà da una linea posta in banda, mentre è detta partita se la linea di divisione scorre al centro nello stesso senso.

## Esempi

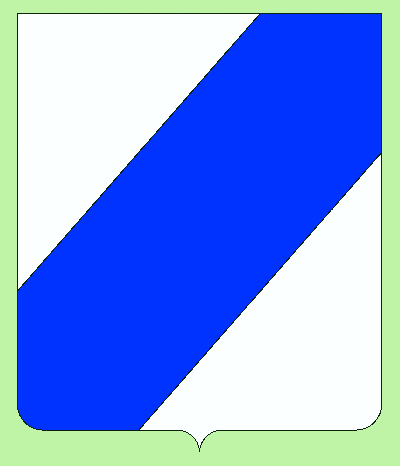
D'argento, alla sbarra d'azzurro
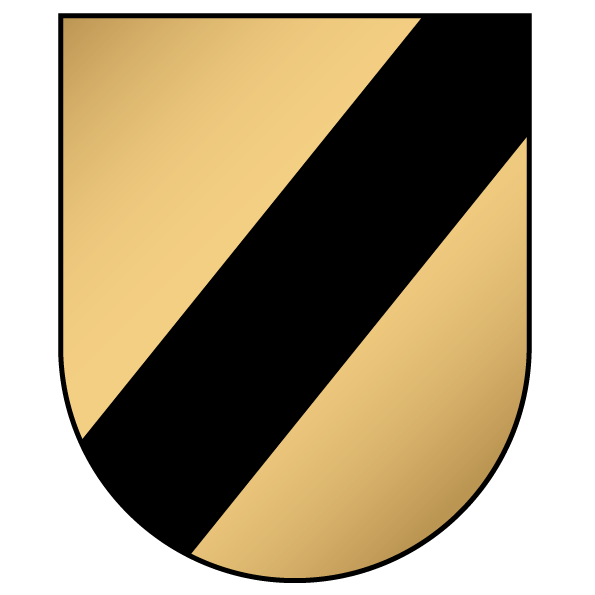
D'oro, alla sbarra di nero
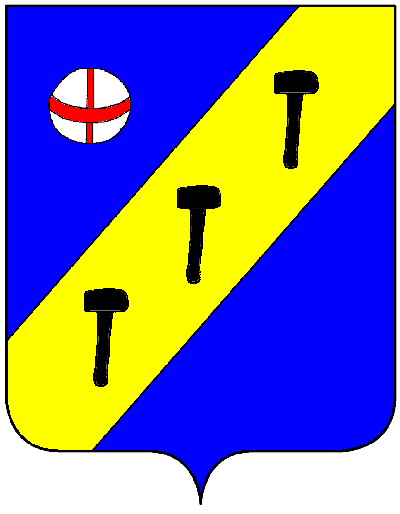
Sbarra d'oro, caricata di tre martelli
Sbarra ondata d'argento (Brittnau, Svizzera)
Sbarra di rosso (stemma di Boretto)
Sbarra d'oro
Sbarra d'oro
Idem, ma nella rappresentazione monocromatica.
Sbarra di rosso
Sbarra d'argento (stemma di Alvignano)